# Mastigodryas dorsalis
Mastigodryas dorsalis — вид змій родини полозових (Colubridae). Мешкає в Мексиці і Центральній Америці.

## Поширення і екологія
Mastigodryas dorsalis мешкають в мексиканському штаті Чіапас, Гватемалі, Сальвадорі, Гондурасі і Нікарагуа. Вони живуть в сосново-дубових лісах і вологих тропічних лісах та на узліссях, на висоті від 635 до 1900 м над рівнем моря. Ведуть денний спосіб життя.